# Epimelitta eupheme
Epimelitta eupheme là một loài bọ cánh cứng trong họ Cerambycidae.